# Тет (буква еврейского алфавита)

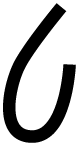
Рукописная буква Тет

Тет (ивр. טֵית‎) — девятая буква еврейского алфавита.
Имеет числовое значение (гематрию) 9.
В современном иврите она обозначает звук глухой альвеолярный взрывной [t], также как и буква тав; однако исторически означала эмфатический согласный [tˤ]. В иноязычных словах буква ט встречается чаще.
Чаще всего используется в заимствованных словах, например — טֶלֶווִיזיָה‎ ([тэлевизйа] — «телевизор»), טֶלֶפוֹן‎ (тэлефон — «телефон»).